# Ebersbach an der Fils
 Ebersbach an der Fils es una localidad de Göppingen en Baden-Wurtemberg, Alemania.
La localidad se encuentra a 10 km al este de Göppingen y 26 km al este de Stuttgart, a la margen del río Fils. Ebersbach significa arroyo de verraco.